# Парафіяльний костел (Тернопіль)
Тернопільський парафіяльний костел Матері Божої Неустанної Помочі (пол. Kościół parafialny p.w. Matki Boskiej Nieustającej Pomocy w Tarnopolu) — римо-католицький парафіяльний храм у Тернополі, що існував із 1908 до 1954 року в центральній частині міста.
Був окрасою Тернополя (ріг вулиць Руської і Міцкевича — сучасного бульвару Шевченка). Велична і витончена споруда в неоготичному стилі вражала своєю красою і довершеністю. 62-метрова струнка вежа-шпиль, ніби пориваючись у небо, домінувала над усім містом. Вона слугувала навіть спостережною пожежною вежею. Дивували своєю красою вітражі й внутрішнє оздоблення, особливо різьба головного вівтаря і амвона. Споруджувався цей красень за проектом відомого львівського архітектора професора Теодора Ма́р'яна Тальовського.
Поряд з костелом, у будинку № 1 на вулиці Руській, діяв римо-католицький парафіяльний уряд. Тут же містилися польські товариства релігійно-добродійного спрямування. Тернопільська римо-католицька парафія носила ім'я Пресвятої Діви Марії[джерело?] Неустанної Помочі. При ній існувала безвідсоткова позичкова каса, зареєстрована як доброчинне товариство 13 квітня 1937 року.

## Історія будівництва

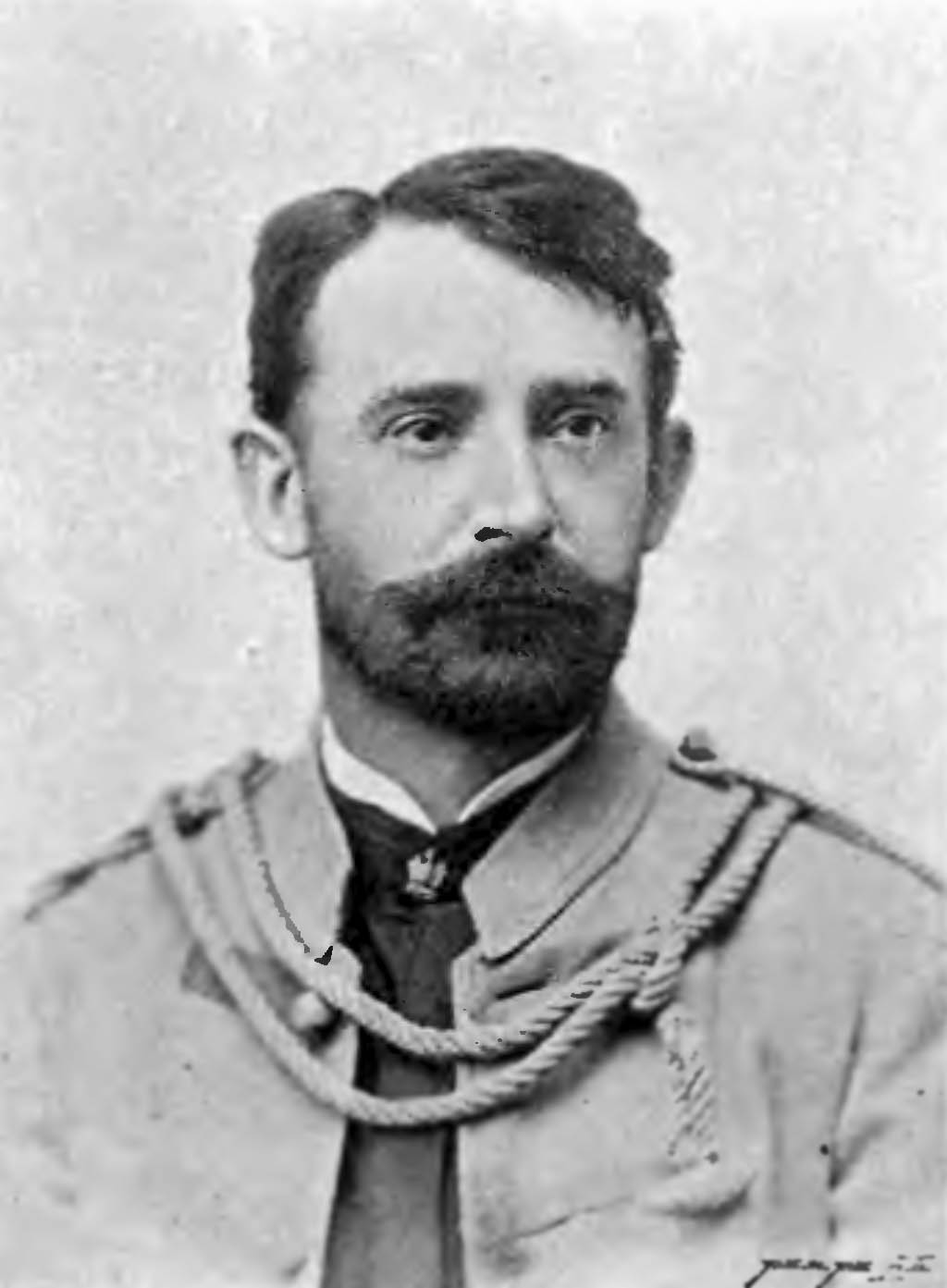
Теодор Мар'ян Тальовський

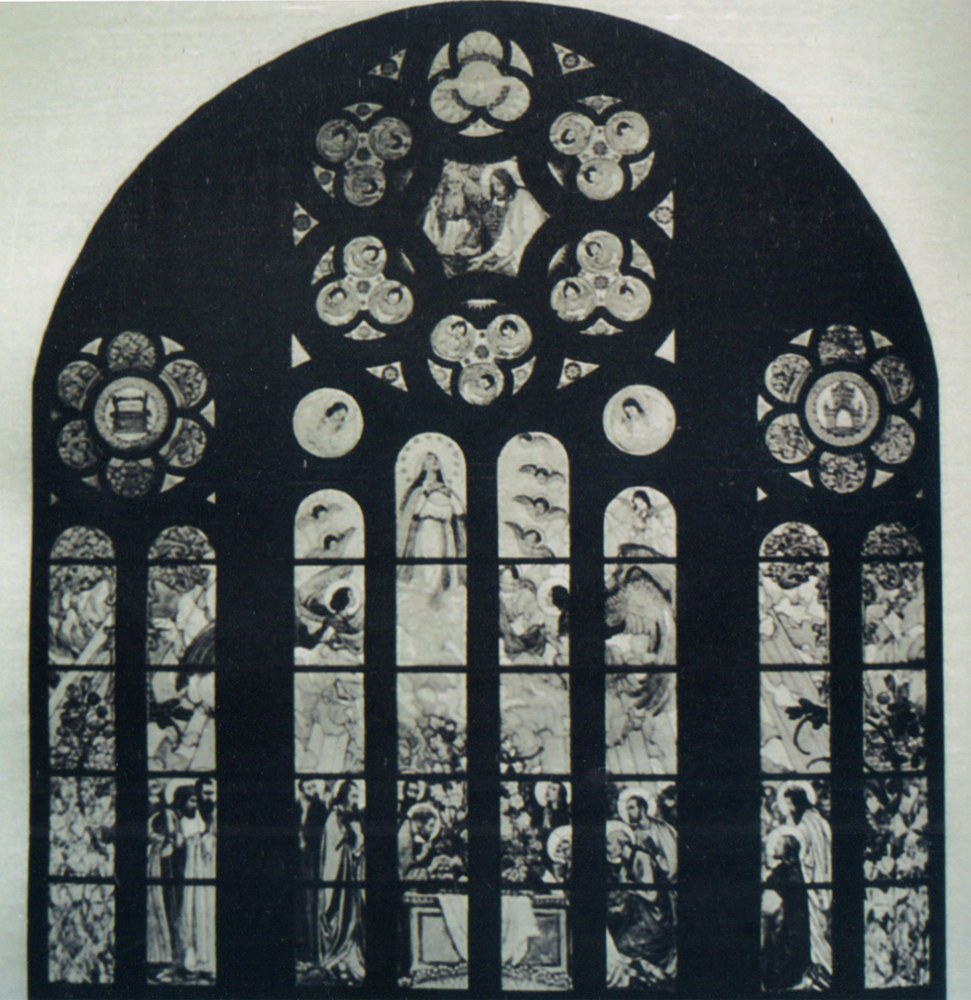
Вітраж «Христос благословляє дітей»

Будівництво розпочалося зі створення у 1897 році комітету, який почав збирати добровільні пожертви. Організовувано доброчинні концерти, фестини. Кошти тільки на «скелет» будови і два вівтарі сягали 250000 корон. Планувалося, що 200856 корон надасть міська влада, 104285 корон буде покрито за рахунок конкуренції — спеціального податку на будову, а 123000 корон надійде від добровільних пожертвувань.
Для спорудження костелу святої Єлизавети у Львові був проведений конкурс проектів, де переміг виконаний професором Львівського політехнічного інституту Теодором-Мар'яном Тальовським (1857—1910) — відомого архітектора свого часу, вихованця політехніки Відня та Львова, учня львівського архітектора Юліана Захаревича. Костел у Тернополі — стилістично і в багатьох конструктивних елементах був «близнюком» львівського.
8 вересня 1904 року пробощ Тернополя кс. Болеслав Твардовський освятив наріжний камінь будови. На велелюдну церемонію прибули процесії з навколишніх сіл: Білої, Довжанки, Домаморича, Дичкова, Великого Глибочка, Іванівки, Курівець, Кутковець і Пронятина. Керівництво усіма роботами на будові костелу взяв на себе залізничний інженер Стефан Нойґофф. Роботи велися досить жваво. Щоб зробити споруду міцнішою і легшою, застосувались цікаві технічні рішення. В травні 1908 року газети повідомили про освячення хреста на куполі храму, офірованого Марійською дружиною пань. У листопаді того ж року міська рада закупила за 3000 корон вівтар з гербом.
11 листопада 1908 року відбулися урочисте посвячення парафіяльного костелу і офіційний перехід парафії із домініканського костелу (нині Собор Непорочного Зачаття Пресвятої Богородиці) у новозбудований. Дзвони освятили напередодні. Дедалі багатшим ставав інтер'єр святині. У 1909—1910 роках отримано щедрий дар від Людвіка Пунчерта — мармурові статуї розп'ятого Ісуса Христа і Матері Божої. У 1911 році фронтон споруди прикрасив ще один прекрасний дарунок — мармурові статуї євангеліста Івана і святого Йосифа роботи відомого львівського різьбяра Петра Войтовича. 1912 року в бічній капличці поставлено чудові ясла-шопку. Їх автор — художник Бернард Яросевич, викладач Тернопільської реальної школи. У час Першої світової війни костел зазнав руйнувань. Але «рани» швидко залікували. У 1933 році освячено головний вівтар. Проектував його львівський інженер — художник Вавжинець Дайчак. Різьбу виконувала різьбярка Яніна Райхерт, допомагав її здібний художник-самоук, українець Назарко. Ось така історія народження цієї оригінальної споруди.

## Знищення парафіяльного костелу
У роки Другої світової костел знову зазнав руйнувань. Але документальні фото свідчать, що він був у значно кращому стані, ніж Домініканський костел. Автор вітражів — відомий художник Ян Фелікс Вигживальський.
Дамоклів меч над парафіяльним собором завис у 1949 p.: акт обстеження визнавав, що костел в аварійному стані. Потрібен був металевий каркас для вежі і шпиля. Але справжня причина «аварійного стану» крилася у тому, що собор стояв у самому центрі міста, на очах у більшовицьких можновладців, для котрих це була не святиня, а просто «культова споруда». У доповідній записці уповноваженим Ради у справах релігійних культів при Раді Міністрів СРСР та УРСР зазначалося: «За генеральним планом відбудови і реконструкції міста Тернополя, затвердженим Радою Міністрів УРСР, вказаний костел підлягає знесенню, і на місці костела повинен бути центральний міський парк». Вирок було підписано. Виконання дещо затягнулося. Із релігією у Тернополі радянська влада вела тривалу боротьбу. Спочатку зняли вежу, хоч і довго не вдавалося цього зробити. А 1954 року в місті кілька днів лунали вибухи — підривали парафіяльний костел. У 1959 році до річниці жовтневого перевороту на цьому місці відкрили універмаг. Багато що із внутрішнього оздоблення костелу вивезли до Польщі. А частина горельєфів хресної дороги та скульптура Мадонни збереглись у Середній церкві.

### Хрест з костелу
У 1950-х роках жителем Тернопілля з під руїн костелу на цвинтар села Колодіївка вивезено хрест — розп'яття Ісуса Христа. Розташований біля входу на кладовище, ліворуч дороги на с. Жеребки.
Виготовлений з чавуну та бетону. Розміри: висота — 4 м, площа — 0,0010 га.

## Опис
Мурована тринавна базиліка з великим трансептом і видовженим презбітерієм, у плані мав вигляд латинського хреста. Фасад асиметричний. Кожна сторона нави була оздоблена трьома прямокутними вікнами з півкруглим завершенням. Кожне з вікон нави було прикрашене масверками у верхній частині. В кожному масверку вікон головної нави було по три голівки янголів.
Висока шестиярусна вежа розташовувалася на південно-західному куті будівлі, мала сім великих та кілька менших вікон. Також вікна були в наві, трансепті, презбітерії, мали значні розміри та були оздоблені вітражами.

## Цікаво знати
- Над проєктом відтворення тривимірної моделі парафіяльного костелу працює тернопільський ентузіаст-аматор Віктор Хара[6].
- У 2014 році тернопільським ентузіастом Володимиром Крісою виготовлено паперовий макет костелу у масштабі 1:100. Макет демонстрували в Тернопільському художньому музеї.
- Під час презентації туристично-мистецького потенціалу[7] Тернопільської області[8] в Українському домі у Києві на початку 2017 року на стенді відтворили костел за допомогою комп'ютерної графіки.[9]
- 10 вересня 2017 у «Сквері імені Шевченка» навпроти ЦУМу встановили бронзовий макет костелу.[10]

## Джерело
- Бойцун Л. Тернопіль у плині літ: Історико-краєзнавчі замальовки. — Тернопіль : Джура, 2003. — 392 с. — ISBN 966-8017-50-1.